# 구윤철
구윤철(具潤哲, 1965년 6월 1일~)은 대한민국의 공무원이다. 제9대 기획재정부 제2차관과 제6대 국무조정실장을 역임하였으며, 2025년 7월부터는 경제부총리 겸 기획재정부 장관직을 맡고 있다. 그밖에 서울대학교의 재단 이사, 국립목포해양대학교 석좌교수를 역임했다.

## 학력
- 대구동신국민학교 졸업
- 영신중학교 졸업
- 영신고등학교 졸업
- 서울대학교 사회과학대학 경제학 학사
- 서울대학교 행정대학원 행정학 석사
- 위스콘신대학교 대학원 공공정책학 석사
- 중앙대학교 대학원 무역물류학 박사

## 경력
경상북도 성주 출신으로, 대구 영신고교와 서울대 경제학과를 졸업, 행정고시 32회로 공직에 입문하였다. 주로 재정경제원에서 예산·재정 관련 업무를 담당하였으며, 참여정부 시절 대통령비서실 인사제도비서관을 한 뒤 국정상황실장으로 발탁, 이후 문재인 정부 시기 기획재정부 사회예산심의관, 예산총괄심의관, 예산실장, 2차관 등을 역임하였다. 2020년부터 2022년까지는 국무조정실장을 역임하였다. 국민주권정부 들어서는 겸 경제부총리 겸 기획재정부 장관으로 재직 중이다.

## 약력
- 1989년 - 제32회 행정고시 합격 (재경직)
- 재정경제원 행정사무관
- 1999년 11월 - 기획예산처 재정정책과 및 기획총괄과 서기관
- 2001년 3월 - 기획예산처 과장, 경수로기획단 파견
- 2003년 1월 - 노무현 대통령직인수위원회 기획조정분과 행정관
- 2003년 3월 - 대통령비서실 국정상황실 행정관 및 인사관리비서관실 행정관
- 2006년 5월 - 대통령비서실 인사제도비서관
- 2007년 7월 - 대통령비서실 인사관리비서관
- 2007년 12월 - 대통령비서실 국정상황실장
- 2008년 3월 - 미주개발은행 시니어어드바이저
- 2013년 4월 - 기획재정부 성과관리심의관
- 2015년 5월 - 기획재정부 사회예산심의관
- 2015년 10월 - 기획재정부 예산총괄심의관
- 2017년 8월 - 기획재정부 예산실장
- 2018년 12월
  - 기획재정부 제2차관
  - 복권위원회 위원장
  - 서울대학교 이사
- 2020년 5월
  - 대통령 직속 국가기후환경회의 위원 (~2021년 4월)
  - 제6대 국무조정실장 (~2022년 6월)
  - 대통령 직속 자치분권위원회 자치혁신 분과위원회 위원 (~2022년 6월)
  - 대통령 직속 일자리위원회 당연직 위원 (~2022년 6월)
  - 대통령 직속 녹색성장위원회 당연직위원 (~2022년 6월)
  - 대통령 직속 국가지식재산위원회 당연직 위원 (~2022년 6월)
  - 대통령 직속 4차산업혁명위원회 정부위원 (~2022년 6월)
- 2021년 5월 - 대통령 직속 2050 탄소중립위원회 당연직 위원
- 2022년 6월 - 경상북도 투자유치특별위원회 공동위원장
- 2022년 8월 - 서울대학교 경제학부 특임교수
- 2023년 2월 - 경북문화재단 대표이사 (~2024년 1월)
- 2023년 5월
  - 대한체육회 회장 특별보좌역 (~2024년 1월)
  - 국립목포해양대학교 석좌교수 (~2024년 1월)
  - 경상북도 칠곡군 투자유치위원회 위원 (~2024년 1월)
- 2025년 3월 - 삼성생명 사외이사  (~2025년 6월)
- 2025년 7월
  - 경제부총리 겸 기획재정부 장관
  - 대통령 직속 2050 탄소중립녹색성장위원회 당연직 위원

## 수상
- 2017년 - 홍조근정훈장